# Hofheim in Unterfranken
Hofheim in Unterfranken is een gemeente in de Duitse deelstaat Beieren, en maakt deel uit van het Landkreis Haßberge.
Hofheim in Unterfranken telt 5.097 inwoners.

## Verkeer en vervoer
Vroeger had Hofheim een spoorverbinding met het naburige Haßfurt, bijgenaamd Het Hofheimerle. Deze spoorlijn is in 1995 gesloten door een bizarre samenloop van omstandigheden en vervolgens in 1997 opgebroken.
Aidhausen ·
Breitbrunn ·
Bundorf ·
Burgpreppach ·
Ebelsbach ·
Ebern ·
Eltmann ·
Ermershausen ·
Gädheim ·
Haßfurt ·
Hofheim i. UFr. ·
Kirchlauter ·
Knetzgau ·
Königsberg i. Bay. ·
Maroldsweisach ·
Oberaurach ·
Pfarrweisach ·
Rauhenebrach ·
Rentweinsdorf ·
Riedbach ·
Sand a. Main ·
Stettfeld ·
Theres ·
Untermerzbach ·
Wonfurt ·
Zeil a. Main